# Madureira EC
Az Madureira Esporte Clube, egy brazil labdarúgócsapat Rio de Janeiro Madureira városrészéből, melyet 1914. augusztus 8-án hoztak létre. Az országos harmadik osztályban, a Série C-ben és az állami Carioca Primeira Divisão-ban szerepel.

## Játékoskeret
2015-től
| # |     | Poszt | Név              |
| - | --- | ----- | ---------------- |
|   | BRA | K     | George Vinícius  |
|   | BRA | K     | Jonathan         |
|   | BRA | K     | Lucas Carvalhães |
|   | BRA | K     | Yan              |
|   | BRA | V     | Thiago Cardoso   |
|   | BRA | V     | Sagaz            |
|   | BRA | V     | Luiz Paulo       |
|   | BRA | V     | Aislan           |
|   | BRA | V     | Leozão           |
|   | BRA | V     | Rafael Santos    |
|   | BRA | V     | Raphael Fontes   |
|   | BRA | KP    | Bruno Thiago     |

| # |     | Poszt | Név             |
| - | --- | ----- | --------------- |
|   | BRA | KP    | Chaparro        |
|   | BRA | KP    | Juninho         |
|   | BRA | KP    | Rodrigo Lindoso |
|   | BRA | KP    | Tiago Barreiros |
|   | BRA | KP    | Gilson          |
|   | BRA | KP    | Heitor          |
|   | BRA | KP    | Ramon           |
|   | BRA | KP    | Ryan            |
|   | BRA | KP    | Victor Bolt     |
|   | BRA | CS    | Romário         |
|   | BRA | CS    | Fernandinho     |